# 陳瓘 (宋朝)
陳瓘（1057年—1124年），字瑩中，號了翁、了斋、了堂，又號華嚴居士。南劍州沙縣（今属福建三明）人，北宋名臣。

## 生平
北宋元豐二年（1079年）探花。授官湖州掌書記，元祐四年（1089年），任越州通判。改任温州通判。绍圣元年（1094年），章惇提拔他为太学博士，陳瓘反勸惇以“消朋党，持中道”。蔡京之弟蔡卞及林自等人打算銷毀《資治通鑑》，陳瑩中故意在太學考試出題時，引用宋神宗為該書寫的序。林自等才不敢造次。
宋徽宗时，元符三年三月为左正言，擢左司諫，以“直諫”聞名，因抨击皇太后干政等事，罢监扬州粮料院，不久改命差知无为军。在謫居通州期間，夜讀《洛浦錄》，有所悟。宣和四年（1122年）卒，諡忠肅。有《了齋集》。

## 家族
祖父陈世卿是雍熙二年进士，官至秘书郎加太常博士。

## 轶事
陳莹中因為蔡京能以雙眼注視太陽，認為他有貴相，但過於獨斷。陳瓘曾問於範師：“江西詩派中，誰人最健？”範師回答：“駒父戲效孟浩然，作語如王、謝家子弟，風神步趨，不能優劣；商老和之，如劉安見上帝，大言不遜，豪氣未除；獨師川有句在暮山煙雨西洲落照之外，未暇寫也。”

## 文學形象
在《水滸傳》中，陳瓘因為宋江征討田虎辯駁，上疏彈劾蔡京、童貫、高俅，被高俅參了《尊堯錄》訕上之罪，後來宿太尉為宋江和陳瓘辯駁，陳瓘反升官為安撫。

## 延伸阅读
[在维基数据编辑]
 在维基文库阅读此作者作品
 《宋史/卷345》，出自脱脱《宋史》